# Minor Planet Center
O Minor Planet Center (em português, Centro de Planetas Menores) é uma organização que opera no Observatório Astrofísico Smithsonian (Smithsonian Astrophysical Observatory — SAO), e que é parte do Centro para a Astrofísica (Center for Astrophysics — CfA) junto com o Observatório da Faculdade de Harvard (Harvard College Observatory — HCO). Deve o seu nome oficial ao facto de, historicamente, os asteroides terem sido conhecidos como planetas menores. Desde a resolução de 2006, a União Astronómica Internacional (UAI) recomenda que o termo planeta menor deva, de uma forma geral, cair em desuso por ser demasiado ambíguo. Não obstante, para já, o Minor Planet Center tem mantido o seu nome tradicional.    

Sob os auspices da UAI, é a organização oficial na carga de coletar dados observacionais para asteroides e cometas, calculando suas órbitas e publicando esta informação através das Circulares de Planetas Menores (Minor Planet Circulars). Funciona um número de serviços on line gratuitos para observadores ajudá-los a observar asteróides e cometas. O catálogo completo de órbitas de asteróides (MPCORB, na sigla em inglês, às vezes referido como "Catálogo de Planetas Menores") pode ser baixado da Internet gratuitamente.